# One Wild Night Live 1985-2001
Albums de Bon Jovi
Crush
(2000) Tokyo Road: Best of Bon Jovi
(2001)
Singles
1. One Wild Night (2001)
Sortie : Avril 2001
2. Wanted Dead or Alive (Live)
Sortie : Juillet 2001

One Wild Night Live 1985–2001 est un album live du groupe de rock américain Bon Jovi, sorti le 22 mai 2001. L'album comprend notamment des reprises de morceaux connus comme :  Rockin' dans le monde libre du chanteur Neil Young et I Don't Like Mondays, en collaboration avec Bob Geldof de The Boomtown Rats. Bien que l'ensemble du disque soit enregistré de 1985 à 2001, seulement deux chansons sont enregistrées avant 1995 (Runaway et In and Out of Love). L'album atteint la 20e place du Billboard 200.

## Liste des titres
| No  | Titre                                     | Auteur                                   | Enregistrement                                     | Durée |
| --- | ----------------------------------------- | ---------------------------------------- | -------------------------------------------------- | ----- |
| 1.  | It's My Life                              | Jon Bon Jovi, Richie Sambora, Max Martin | Toronto, Canada le 27 novembre 2000.               | 3:50  |
| 2.  | Livin' on a Prayer                        | Bon Jovi, Sambora, Desmond Child         | Zurich, Suisse le 30 août 2000.                    | 5:13  |
| 3.  | You Give Love a Bad Name                  | Bon Jovi, Sambora, Child                 | Zurich, Suisse le 30 août 2000.                    | 3:53  |
| 4.  | Keep the Faith                            | Bon Jovi, Sambora, Child                 | New York, États-Unis le 20 septembre 2000.         | 6:19  |
| 5.  | Someday I'll Be Saturday Night            | Bon Jovi, Sambora, Child                 | Melbourne, Australie le 10 novembre 1195.          | 6:30  |
| 6.  | Rockin' in the Free World                 | Neil Young                               | Johannesburg, Afrique du Sud le 1er décembre 1995. | 5:45  |
| 7.  | Something to Believe In                   |                                          | Yokohama, Japon le 19 mai 1996.                    | 6:00  |
| 8.  | Wanted Dead or Alive (Live)               | Bon Jovi, Sambora                        | New York, États-Unis le 20 septembre 2000.         | 5:59  |
| 9.  | Runaway                                   | Bon Jovi, George Karak                   | Tokyo, Japon le 28 avril 1985.                     | 4:47  |
| 10. | In and Out of Love                        | Bon Jovi                                 | Tokyo, Japon le 28 avril 1985.                     | 6:12  |
| 11. | I Don't Like Mondays featuring Bob Geldof | Bob Geldof                               |                                                    | 5:37  |
| 12. | Just Older                                | Bon Jovi, Billy Falcon                   | Toronto, Canada le 27 novembre 2000.               | 5:13  |
| 13. | Something for the Pain                    | Bon Jovi, Sambora, Child                 | Melbourne, Australie le 10 novembre 1995.          | 4:22  |
| 14. | Bad Medicine                              | Bon Jovi, Sambora, Child                 | Zurich, Suisse le 30 août 2000.                    | 4:19  |
| 15. | One Wild Night (2001)                     | Bon Jovi, Sambora, Child                 | janvier 2001 (version studio)                      | 3:43  |

| 1. | One Wild Night (Live à Melbourne, Australie le 24 Mars 2001)           | Bon Jovi, Sambora, Child  | 4:05 |
| 2. | It's My Life (Live à Melbourne, Australie le 24 Mars 2001)             | Bon Jovi, Sambora, Martin | 4:00 |
| 3. | Livin' on a Prayer (Live à Melbourne, Australie le 24 Mars 2001)       | Bon Jovi, Sambora, Child  | 6:09 |
| 4. | Just Older (Live à Melbourne, Australie le 24 Mars 2001)               | Bon Jovi, Falcon          | 5:11 |
| 5. | I'll Sleep When I'm Dead (Live à Melbourne, Australie le 24 Mars 2001) | Bon Jovi, Sambora, Child  | 5:13 |

## Contenu
Le duo I Don't Like Mondays avec Bob Geldof a été joué au Wembley Stadium juste deux semaines avant le dixième anniversaire de Live Aid, un concert de charité durant lequel Geldof avait interprété cette même chanson avec les Boomtown Rats. Il interprétera plus tard la même chanson presque exactement dix ans plus tard à Londres durant le Live 8. Cette interprétation de 1995 de la chanson a été précédemment libérée sur une édition spéciale de l'album These Days. Pour l'anecdote, plusieurs copies de l'album présentent une erreur concernant l'année d'enregistrement,  Bon Jovi a pourtant bien joué ce titre au stade de Wembley dans le cadre de la tournée These Days. Au cours de l'introduction de la chanson, Jon Bon Bovi accueille à tort Bob Geldof en disant à la foule "Vous devriez être fier d'accueillir l'un des vôtres", bien que Geldof soit irlandais et non anglais.
One Wild Night 2001 est une version remixée plutôt qu'une version live. La différence entre cette version et la version originale présent sur l'album Crush est la longueur; l'intro et d'autres sections ont été coupées. Elle a été publiée en tant que single pour cet album et présente un clip vidéo. La nouvelle version figure également sur la compilation Tokyo Road: Best of Bon Jovi.
La version live de Wanted Dead or Alive a également été publié en tant que single et a donné lieu à la mise en forme d'une vidéo promotionnelle pour elle, ce clip dépeint des performances de la chanson et quelques séquences en coulisses.
Les trois chansons de Zurich ont été enregistrées au Stade du Letzigrund et ont également été publiées sur le DVD The Crush Tour.

## Personnel
- Jon Bon Jovi - chant, guitare
- Richie Sambora - guitare solo, chœurs, talkbox
- Alec John Such – basse, chœurs
- Tico Torres - batterie, percussions
- David Bryan - claviers, chœurs

Personnel additionnel
- Hugh McDonald – basse, chœurs
- Bob Geldof - chant (sur I Don't Like Mondays)

## Charts et certifications

### Charts
| Charts (2001)                         | Position |
| ------------------------------------- | -------- |
| Australie (ARIA Charts)               | 6        |
| Autriche (Ö3 Austria Top 40)          | 2        |
| Belgique (Ultratop Flandre)           | 1        |
| Belgique (Ultratop Wallonie)          | 17       |
| Danemark (Hitlisten)                  | 10       |
| Pays-Bas (MegaCharts)                 | 2        |
| Finlande (Suomen virallinen lista)    | 4        |
| France (SNEPs)                        | 15       |
| Allemagne (GfK Entertainment)         | 3        |
| Italie (FIMI                          | 6        |
| Nouvelle-Zélande 'RIANZ)              | 34       |
| Norvège (VG-lista)                    | 5        |
| Écosse (OCC)=                         | 2        |
| Espagne (Promusicae)                  | 2        |
| Suède (Sverigetopplistan)             | 7        |
| Suisse (Schweizer Hitparade)          | 1        |
| Royaume-Uni (OCC)                     | 2        |
| Royaume-Uni (UK Rock and Metal Chart) | 1        |
| États-Unis (Billboard 200)            | 20       |

### Certifications
| Pays                     | Certification | Ventes    |
| ------------------------ | ------------- | --------- |
| Autriche (IFPI Autriche) | Or            | 20 000    |
| Brésil (ABPD)            | Or            | 50 000    |
| Canada (Music Canada)    | Or            | 50 000    |
| Allemagne (BVMI)         | Or            | 150 000   |
| Espagne ((Promusicae))   | Platine       | 100 000   |
| Suisse (IFPI Suisse)     | Platine       | 40 000    |
| Royaume-Uni (BPI)        | Argent        | 60 000    |
| Europe (IFPI)            | Platine       | 1 000 000 |